# Shaolin Sándor Liu
Shaolin Sándor Liu (cinese: 劉少林; Budapest, 20 novembre 1995) è un pattinatore di short track ungherese naturalizzato cinese.

## Biografia

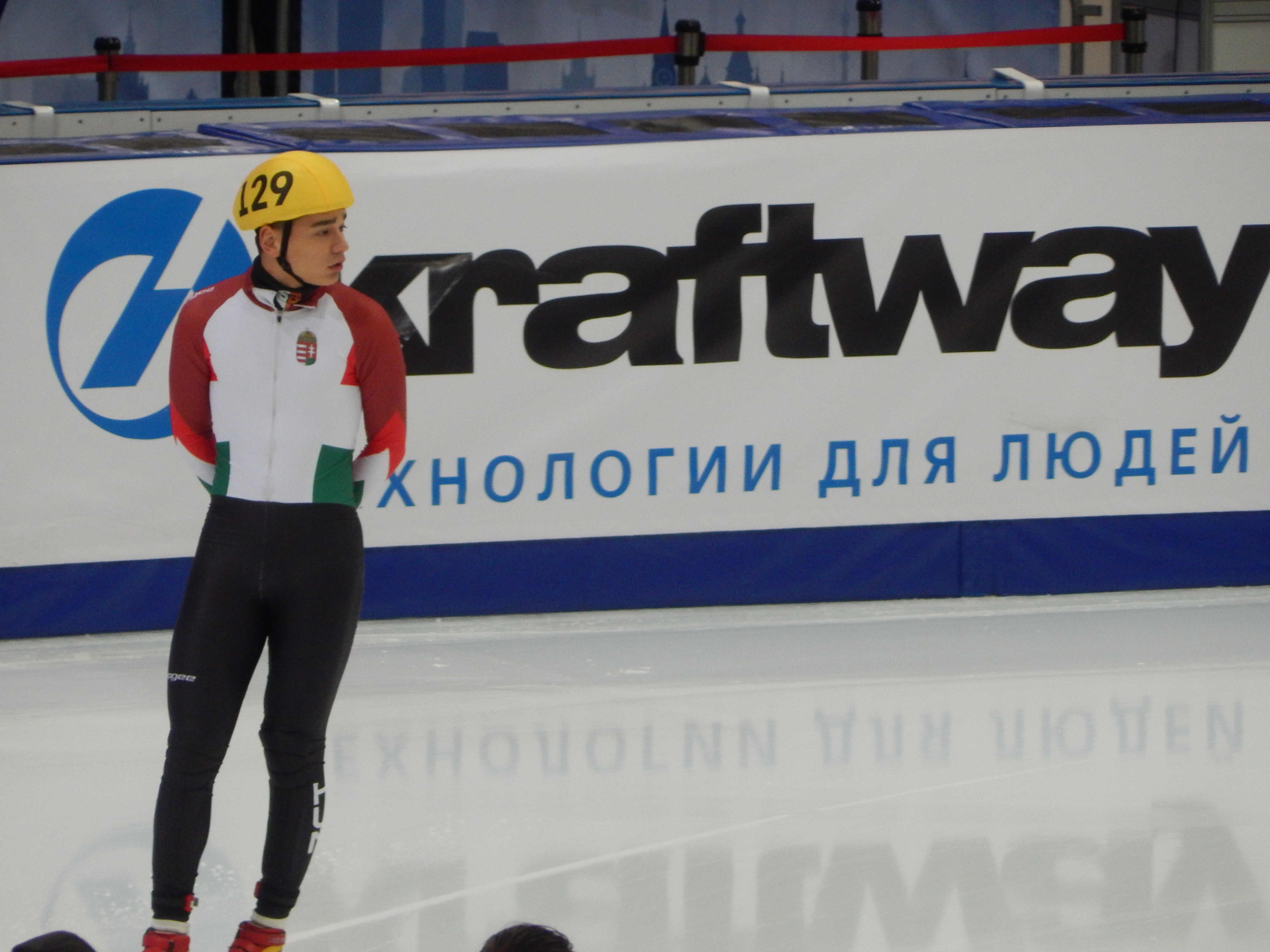
Shaolin Sándor Liu ai campionati mondiali di Mosca 2015

Nato a Budapest, suo padre è di origine cinese, mentre la madre è ungherese. Anche suo fratello minore Shaoang Liu, è pattinatore di short track a livello internazionale. Dall'ottobre 2015 fidanzato con la pattinatrice britannica Elise Christie.
All'età di diciotto anni ha rappresentato l'Ungheria ai Giochi olimpici di Soči 2014.
Quattro anni più tardi ha gareggiato per l'Ungheria ai Giochi olimpici di Pyeongchang 2018 dove, il 22 febbraio, ha conquistato la medaglia d'oro nella staffetta 5.000 metri, con i compagni di nazionale Shaoang Liu, Viktor Knoch e Csaba Burján. Grazie a questo risultato la nazionale ungherese ha vinto la prima medaglia d'oro della sua storia ai Giochi olimpici invernali.
All'Olimpiade di Pechino 2022 ha vinto la medaglia di bronzo nella staffetta 2000 m mista, assieme a Zsófia Kónya, Shaoang Liu, Petra Jászapáti e John-Henry Krueger. Nel novembre del 2022, assieme al fratello Shaoang, fa ufficialmente richiesta alla federazione ungherese di acconsentire al passaggio alla federazione cinese. A partire dai mondiali di Rotterdam 2024 (dove ottiene due medaglie d'oro) gareggia per la Cina.

## Palmarès
- Olimpiadi

Pyeongchang 2018: oro nella staffetta 5000 m.
Pechino 2022: bronzo nella staffetta 2000 m mista
- Mondiali

Mosca 2015: argento nei 500 m; argento nella staffetta 5000 m.
Seul 2016: oro nei 500 m; bronzo in classifica generale.
Rotterdam 2017: bronzo nella staffetta 5000 m.
Montrèal 2018: oro nei 3000 m; argento in classifica generale.
Sofia 2019: bronzo nella staffetta 5000 m.
Rotterdam 2024: oro nella staffetta 5000 m e nella staffetta 2000 m mista.
Pechino 2025: argento nella staffetta 5000 m.
- Europei

Malmo 2013: bronzo nella staffetta 5000 m.
Dordrecht 2015: argento nella staffetta 5000 m.
Sochi 2016: argento nella staffetta 5000 m; argento nei 1000 m; argento nei 1500 m.
Torino 2017: oro nei 1000 m; argento nei 3000 m; argento in classifica generale.
Dresda 2018: bronzo nella staffetta 5000 m.
Dordrecht 2019: oro nei 1500 m; oro nella staffetta 5000 m; argento nei 500 m; argento in classifica generale.
Debrecen 2020: oro nei 500 m e nei 1000 m; argento in classifica generale.